# Dulna
Dulna (in sloveno Odolina, in tedesco Marensfeld o Mahrensfelt) è un paese della Slovenia, frazione del comune di Erpelle-Cosina.
La località, che si trova a 498 metri s.l.m. ed a 9,2 chilometri dal confine italiano, è situata alle pendici sud dei colli Birchini.
La valle in cui si trova l'insediamento (in sloveno Dolina, da cui derivano sia il toponimo sloveno sia quello italiano), è una latarale del solco di Castelnuovo (in sloveno Matarsko Podolje) che attraversa il vicino insediamento di Matteria (Materija), sulla strada Trieste-Fiume.

## Storia
Già nel 1200 esisteva un castello appartenente ai Borsa d'Argento, su le cui rovine la famiglia triestina dei Marenzi (di origine lombarda) già attorno al 1500 fece costruire una grande fattoria poi divenuto maniero. Nel 1654 la famiglia venne insignita dall'imperatore d'Austria Ferdinando III del titolo di baroni di questa località mentre nel 1864 quello di conti, titolo mantenuto anche dopo il 1927 nel Regno d'Italia. Della famiglia fece parte il vescovo di Trieste Antonio Marenzi.
Nel 1685 i Marenzi vendettero il maniero alla famiglia Petazzi i quali a sua volta lo vendettero ai conti triestini Brigido nel 1785 (pur rimanendo nella sfera d'influenza dei Marenzi, come accennato sopra anche tra le due guerre mondiali). 
Secondo il censimento del 1921, il 26,09% della popolazione di Dulna era italiana.
Sopra il paese si trovano le rovine della chiesa di S. Pietro (Sv. Petar), mentre a sud dello stesso la fertile dolina ove scorre il rio Bersnizza (Brsnica) che più a sud scompare in un inghiottitoio.

## Monti principali
Monte Smaini (Majnik), mt 685

## Galleria d'immagini

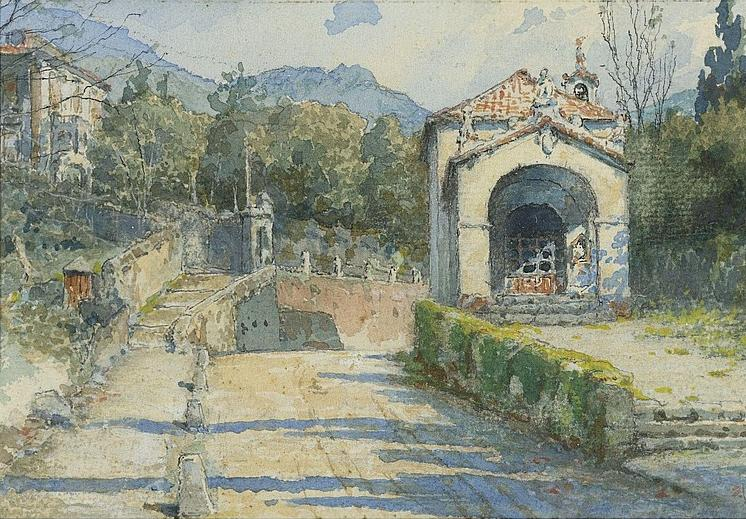
Villa e portineria, Dulna. da Rafail Sergeevich Levitsky.(1907) La collezione privata Di Rocco Wieler, Toronto, Canada